# Gasoducto del Pacifico
Gasoducto del Pacifico — один із газопроводів, що зв'язують Аргентину та Чилі.
У 1990-х на тлі зростання газової промисловості Аргентини виникли плани експортних поставок блакитного палива до її західного сусіда. Особливістю сполучення газової інфраструктури цих двох країн стало спорудження кількох трубопроводів відносно невеликого діаметру, кожен з яких брав на себе газопостачання окремого регіону Чилі, витягнутої вузькою смугою на кілька тисяч кілометрів уздовж тихоокеанського узбережжя. Для забезпечення регіону Біобіо (він же регіон VIII) із головним містом Консепсьйон спорудили трубопровід Gasoducto del Pacifico.
Базою поставок стали родовища провінції Неукен в центральній Аргентині. Введений в дію у 1999 році, газопровід має довжину 543 км. Перша ділянка по аргентинській території від Лома-ла-Лата виконана із труб діаметром 500 мм. Далі у транскордонному районі йде зміна діаметру на 600 мм, та нарешті завершальна частина маршруту до чилійського Тальчахуано знов повертається до 500 мм. На своєму шляху траса газопроводу перетинає найвищі гори Південної Америки — Анди — через перевал Бута Маллін (Buta Mallin).
Для доставки блакитного палива споживачам у складі системи було передбачене спорудження понад 100 км розподільчих трубопроводів діаметром 250 та 400 мм, а основним клієнтом повинна була стати ТЕС Campanario.
На початку 2000-х років зростаюча економіка Аргентини різко збільшила споживання блакитного палива. В цих умовах газова промисловість країни не змогла одночасно задовольняти внутрішній попит та експортні поставки. Як наслідок, вже у 2004 році, в очікуванні жорсткого дефіциту газу, аргентинська влада припинила його експорт. З тих пір трубопровід Gasoducto del Pacifico практично не працює на поставки до Чилі. Так, у 2014 році вони склали лише 6,3 млн.м3. З метою компенсації заблокованих аргентинських поставок та відновлення використання вже спорудженої розподільчої інфраструктури, у Чилі планують спорудити для імпорту ЗПГ до регіону VIII плавучий регазифікаційний термінал у Penco-Lirquén, введення в дію якого планується на 2018 рік. 